# Долина Лхасы

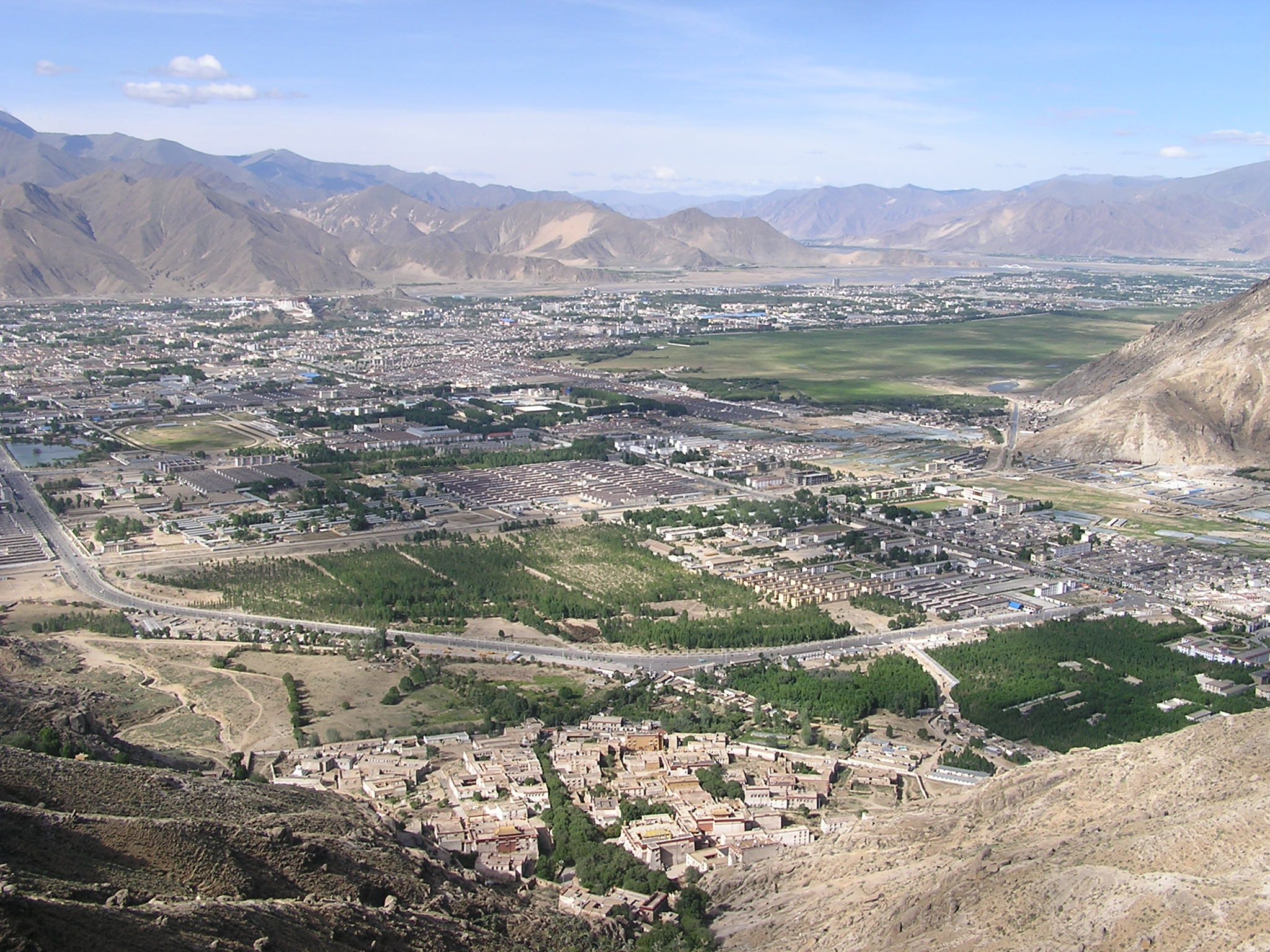
Вид на долину в городе Лхаса

Долина Лхасы (Лхасская долина) — речная долина в Тибете. Долину образует река Кьи-Чу, приток Брахмапутры. Высота долины более 3500 м, окружающие горы поднимаются на высоты до 5600 м.
Долина является популярным туристическим объектом. В наиболее широкой части долины расположен город Лхаса. Вдоль долины расположены знаменитые монастыри — Дрепунг, Сера и Ганден. Туристов привлекает также горы Тибета и необычная природа. Русло реки Лхасы здесь подвержено постоянным перемещениям.
Коренные жители долины заняты традиционным земледелием и скотоводством. Неподалёку ведётся добыча меди, олова и цинка.
По долине проходит автомобильная дорога Дагма — Лхаса — Гьянгдзе, т. н. «дорога дружбы», связывающая столицу Тибета с Непалом. По Лхасской долине проходит небольшой участок цинхай-тибетской железнодорожной магистрали.